# Jäger-Division Alpen
Die Jäger-Division Alpen war eine deutsche Infanterie-Division im Zweiten Weltkrieg.

## Geschichte

### Aufstellung
Die Jäger-Division Alpen wurde am 25. März 1945 im Zuge der 34. Aufstellungswelle als sogenannte Schatten-Division durch die Wehrkreise VII und XVIII aufgestellt. 

### Unterstellung bei der 1. Armee
Die Division wurde der 1. Armee an der Westfront unterstellt. 

### Auflösung durch Verwendung zur Auffrischung
Am 12. April 1945 wurde die Division zur Auffrischung der vorher stark dezimierten 2. Gebirgs-Division und der 212. Infanterie-Division eingesetzt.

## Gliederung
- Jäger-Regiment 1 Alpen mit 2 Bataillone
- Jäger-Regiment 2 Alpen mit 2 Bataillone
- gemischte Artillerie-Bataillon Alpen
- Pionier-Kompanie Alpen
- Panzer-Zerstörer-Kompanie Alpen